# Mimosa disperma
Mimosa disperma är en ärtväxtart som beskrevs av Rupert Charles Barneby. Mimosa disperma ingår i släktet mimosor, och familjen ärtväxter. Inga underarter finns listade i Catalogue of Life.